# Johann Baptist Lampi de Oude

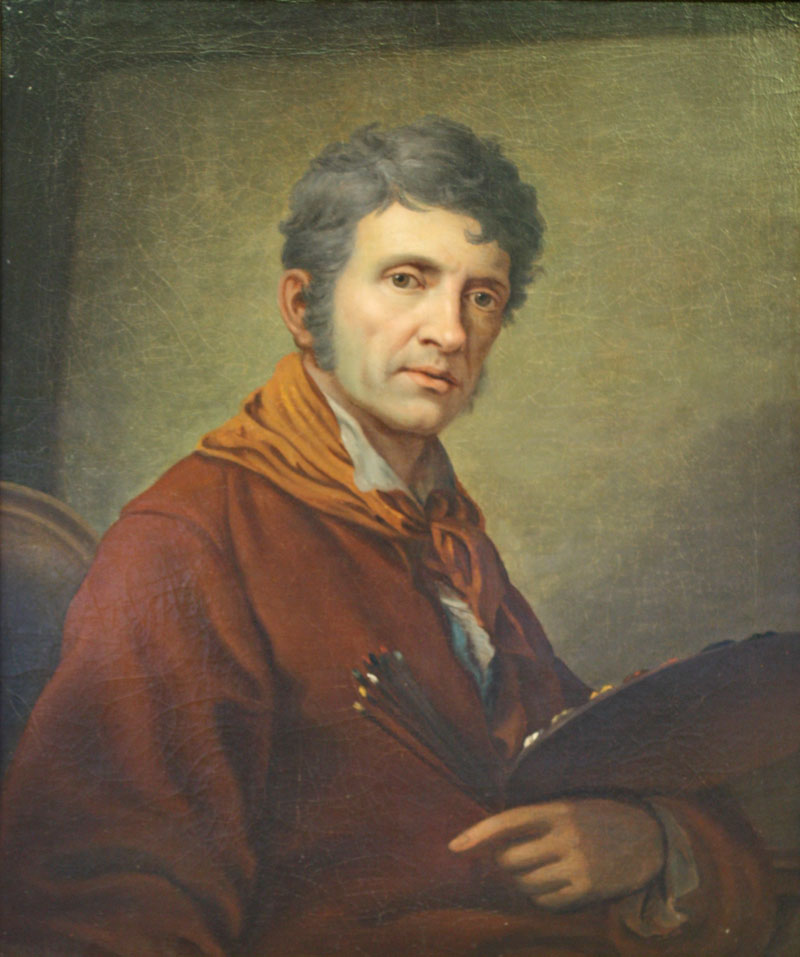
Zelfportret

Johann Baptist von Lampi (Italiaans: Giovanni Battista Lampi, Duits: Johann Baptist von Lampi) (Romeno, 31 december 1751 - Wenen, 11 februari 1830) was een Oostenrijkse portretschilder van Italiaanse afkomst. 
Hij werd geboren in Romeno, vandaag de dag gelegen in de Italiaanse provincie Trente. Hij werd onder meer opgeleid door Franz Xaver König en Franz Nikolaus Streicher. Hij begon zijn carrière met het schilderen van traditionele altaarstukken, maar specialiseerde zich later in de portretkunst. In 1783 verhuisde hij naar Wenen en werd in 1786 professor aan de Weense Academie. Wij werkte in Polen en Iasi en daarna verhuisde hij naar Rusland, waar hij tussen 1791 en 1797 werkte als portretschilder. Uiteindelijk wist hij een enorm fortuin te verdienen. Hij stierf in Wenen op 11 februari 1830. Johann Baptist had ook een zoon, ook hij werd een verdienstelijk portretschilder.
Hij schilderde onder andere portretten van tsarina Maria Fjodorovna, de vrouw van tsaar Paul I van Rusland. Maar hij schilderde ook meerdere portretten van koning Stanislaus II August van Polen, tsarina Catharina II van Rusland, koning Gustaaf IV Adolf van Zweden en van aartshertogin Maria Christina van Oostenrijk.

## Galerij

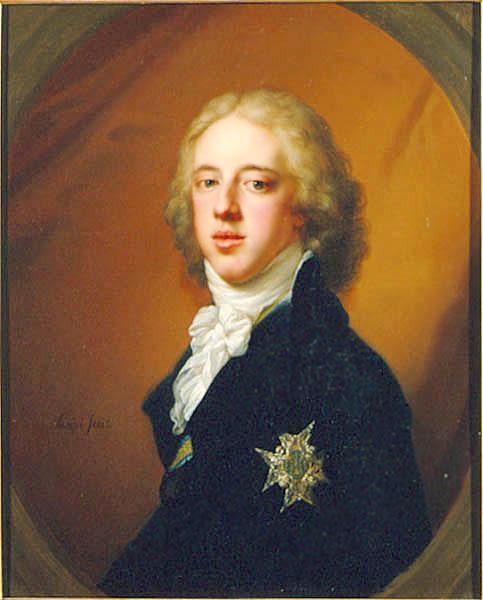
Koning Gustaaf IV Adolf van Zweden, geschilderd door Johann Baptist von Lampi
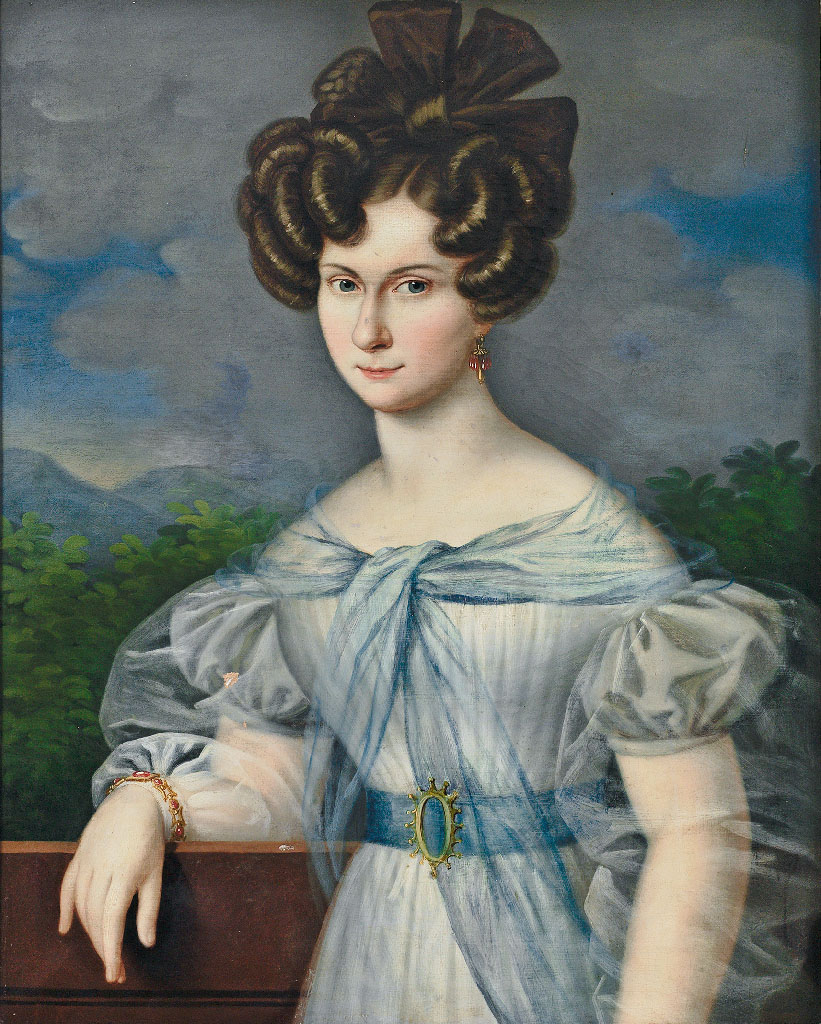
Portret van een jonge vrouw

- Biblioteca Nacional de España: XX5396965
- Bibliothèque nationale de France: cb14955700f (data)
- Gemeinsame Normdatei: 122303660
- International Standard Name Identifier: 0000 0001 0865 4701
- KulturNav: d9384817-4dbd-40cb-bb66-420f9ef8585b
- Library of Congress Control Number: n2002056728
- Nationale Bibliotheek van Tsjechië: xx0165671
- Nationale Bibliotheek van Israël: 987007423751205171
- RKD-Nederlands Instituut voor Kunstgeschiedenis: 253152
- Istituto Centrale per il Catalogo Unico: CFIV186454
- Système universitaire de documentation: 059071451
- Union List of Artist Names: 500004776
- Virtual International Authority File: 5194786
- WorldCat: E39PBJfMjwcyWPrVW8whrWBtrq